# Rain falls in a different way
Rain falls in a different way is een muziekalbum van de Britse band Radio Massacre International (RMI). RMI brengt naast officiële uitgaven bij reguliere platenlabels ook muziek uit in eigen beheer. RMI is begonnen als een cultband, muziek was nauwelijks te krijgen/kopen en men heeft jaren op kleine labels moeten spelen. De cd-r's die uitgebracht worden door de band zelf bevatten muziek die als een soort vergevorderde Demo gezien kan worden; het zou op een album kunnen verschijnen, maar viel af omdat er betere tracks voorhanden was. Bij sommige van hun albums is er zoveel muziek opgenomen, dat na het verschijnen van het officiële album er een schaduwalbum wordt uitgegeven. Dit album is zo'n schaduwalbum; het behoort bij Rain Falls in Grey, een album ter nagedachtenis aan Syd Barrett.

## Musici
- Steve Dinsdale: toetsen, drums, percussie, klokkenspel, looper, zang;
- Gary Houghton: gitaar, glissandogitaar, synthesizer, looper, zang;
- Duncan Goddard: toetsen, basgitaar, mellotron, sequencer;

### Gastmusici
- Martin Archer: saxofoon (sopranino-, alt- en bariton-), basklarinet, basblokfluit;
- Cyndee Lee Rule: elektrische viool.

Het album is opgenomen in hun eigen Greenhouse studio te Stockport.

## Muziek
| Nr. | Titel                         | Duur  |
| --- | ----------------------------- | ----- |
| 1.  | Rain falls in a different way | 9:31  |
| 2.  | Pluto                         | 1:30  |
| 3.  | Silicon psychosis             | 12:15 |
| 4.  | The emissary                  | 5:40  |
| 5.  | M.F. in the sky               | 11:19 |
| 6.  | Chainless & beauty black      | 8:17  |
| 7.  | Yeager                        | 15:35 |
| 8.  | Everywhere's somewhere        | 13:18 |

De muziek is een mix van de vroegere Pink Floyd met Barrett (psychedelisch), de latere Pink Floyd (symfonische rock) met de huilerige gitaar van David Gilmour, Hawkwind (spacerock) en de vroege muziek van Tangerine Dream (elektronische muziek).